# The Bad Plus (álbum)
The Bad Plus, também conhecido como Motel, é o primeiro álbum homônimo desferido pelo grupo The Bad Plus.

## Conteúdo
O conglomerado alberga covers de "Knowing Me, Knowing You", "Blue Moon" - clássico de Richard Rogers e Lorenz Hart -, e "Smells Like Teen Spirit". Gravado em 28 de dezembro 2000, foi lançado em 2001, através da companhia Fresh Sound New Talent.

## Faixas
| N.º            | Título                                                               | Duração |  |
| 1.             | "Knowing Me, Knowing You (ABBA)"                                     | 5:45    |  |
| 2.             | "Blue Moon (Richard Rodgers, Lorenz Hart)"                           | 3:01    |  |
| 3.             | "1972 Bronze Medalist (David King)"                                  | 5:06    |  |
| 4.             | "The Breakout (Reid Anderson)"                                       | 5:22    |  |
| 5.             | "Smells Like Teen Spirit (Kurt Cobain, Dave Grohl, Krist Novoselic)" | 6:32    |  |
| 6.             | "Labyrinth (Ethan Iverson)"                                          | 5:13    |  |
| 7.             | "Scurry (Ethan Iverson)"                                             | 5:22    |  |
| 8.             | "Love Is the Answer (Reid Anderson)"                                 | 8:22    |  |
| Duração total: | Duração total:                                                       | 45:05   |  |

## Pessoal
- Ethan Iverson – piano
- Reid Anderson – baixo acústico
- David King – bateria
- Jordi Pujol – produtor executivo